# مبدأ بابيرت

في علم نفس الطفل، يستخدم مبدأ بابيرت (بالإنجليزية: Papert's principle)‏ غالبًا لشرح نتائج تجارب جان بياجيه، وسمي هذا المبدأ على اسم سيمور بابيرت الذي يقول:
إنَّ أهم خطوات النمو العقلي لا تعتمد فقط على اكتساب مهارات جديدة، ولكن على اكتساب طرق إدارة جديدة لاستخدام ما يعرفه الفرد بالفعل.

- مارفن مينسكي

## مقالات ذات صلة
- تداع (علم النفس)
- انتباه
- تفارق (علم النفس)
- تطور الطفل
- علم النفس التنموي
- تنمية المهارات اللغوية
- نماء عصبي
- تفكير